# Недригайлівська селищна рада
Недрига́йлівська се́лищна ра́да — орган місцевого самоврядування в Недригайлівському районі Сумської області. Адміністративний центр — селище міського типу Недригайлів.

## Загальні відомості
- Населення ради: 6 856 осіб (станом на 2001 рік)

## Населені пункти
Селищній раді підпорядковані населені пункти:
- смт Недригайлів
- с. Вакулки
- с. Віхове
- с. Луки
- с. Пушкарщина

## Склад ради
Рада складається з 30 депутатів та голови.
- Голова ради: Остапчук Ігор Вікторович

### Керівний склад попередніх скликань
| Прізвище, ім'я, по батькові   | Основні відомості                                                | Дата обрання | Дата звільнення |
| ----------------------------- | ---------------------------------------------------------------- | ------------ | --------------- |
| Максименко Сергій Олексійович | Селищний голова, 1966 року народження                            | 26.03.2006   | 31.10.2010      |
| Остапчук Ігор Вікторович      | Селищний голова, 1966 року народження, освіта вища, безпартійний | 31.10.2010   |                 |

Примітка: таблиця складена за даними сайту Верховної Ради України

### Депутати
За результатами місцевих виборів 2010 року депутатами ради стали:

#### За суб'єктами висування
| Суб'єкт висування                                       | Кількість обраних депутатів | %    |
| ------------------------------------------------------- | --------------------------- | ---- |
| Партія регіонів                                         | 7                           | 23,3 |
| Комуністична партія України                             | 6                           | 20   |
| Єдиний Центр                                            | 4                           | 13,3 |
| Соціалістична партія України                            | 3                           | 10   |
| Народна партія                                          | 2                           | 6,7  |
| Політична партія Всеукраїнське об'єднання «Батьківщина» | 2                           | 6,7  |
| Самовисування                                           | 2                           | 6,7  |
| Аграрна партія України                                  | 1                           | 3,3  |
| Політична партія «За Україну!»                          | 1                           | 3,3  |
| Політична партія «Наша Україна»                         | 1                           | 3,3  |
| Соціально-екологічна партія «Союз. Чорнобиль. Україна.» | 1                           | 3,3  |

#### За округами
| № округу                                                | Прізвище, ім'я, по батькові       | Дата визнання обраним | Освіта             | Партійна приналежність                | Відомості про обраного депутата |
| ------------------------------------------------------- | --------------------------------- | --------------------- | ------------------ | ------------------------------------- | --- |
| Аграрна партія України                                  |                                   |                       |                    |                                       | |
| 3                                                       | Голота Тетяна Миколаївна          | 03.11.2010            | вища               | член Аграрної партії України          | Управління агропромислового розвитку Недоригайлівської РДА, спеціаліст 1 категорії з питань інформації диспетчерського зв'язку фінансово-економічного відділу |
| Єдиний Центр                                            |                                   |                       |                    |                                       | |
| 14                                                      | Шуда Володимир Олександрович      | 03.11.2010            | вища               | позапартійний                         | Недригайлівська районна рада, головний спеціаліст з питань правового забезпечення                                                                             |
| 15                                                      | Гордієнко Сергій Дмитрович        | 03.11.2010            | вища               | позапартійний                         | Недригайлівськи КСК «Колос», директор |
| 22                                                      | Коренев Сергій Олександрович      | 03.11.2010            | вища               | член Єдиного Центру                   | Недригайлівська районна державна адміністрація, начальник відділу                                                                                             |
| 25                                                      | Яценко Юрій Борисович             | 03.11.2010            | вища               | член Єдиного Центру                   | Недригайлівський МНВК, заступник директора |
| Комуністична партія України                             |                                   |                       |                    |                                       | |
| 5                                                       | Строколіс Іван Григорович         | 03.11.2010            | вища               | член Комуністичної партії України     | пенсіонер |
| 6                                                       | Кульбачна Віра Миколаївна         | 03.11.2010            | вища               | позапартійна                          | Недригайлівська загальноосвітня школа I-III ст., заступник директора з виховної роботи                                                                        |
| 17                                                      | Ситник Віктор Миколайович         | 03.11.2010            | середня            | позапартійний                         | приватний підприємець |
| 18                                                      | Крикун Ірина Михайлівна           | 03.11.2010            | вища               | позапартійна                          | Недригайлівська селищна рада, спеціаліст-бухгалтер КСК «Колос»                                                                                                |
| 20                                                      | Панченко Григорій Олексійович     | 03.11.2010            | середня            | член Комуністичної партії України     | тимчасово не працює |
| 29                                                      | Васильківська Віра Іванівна       | 03.11.2010            | середня            | позапартійна                          | Лебединське племінне підприємство, технік штучного осіменіння корів                                                                                           |
| Народна Партія                                          |                                   |                       |                    |                                       | |
| 21                                                      | Бойко Олексій Вікторович          | 03.11.2010            | середня            | член Народної партії                  | приватний підприємець |
| 30                                                      | Слиш Людмила Дмитрівна            | 03.11.2010            | вища               | позапартійна                          | Редакція районної газети «Голос Посулля», завідувачка відділу інформації                                                                                      |
| Партія регіонів                                         |                                   |                       |                    |                                       | |
| 4                                                       | Басараб Микола Іванович           | 03.11.2010            | вища               | член Партії регіонів                  | ДП «Недригайлівський агролісгосп», директор |
| 7                                                       | Глущенко Віктор Володимирович     | 03.11.2010            | вища               | член Партії регіонів                  | тимчасово не працює |
| 12                                                      | Коренев Сергій Веніамінович       | 03.11.2010            | вища               | позапартійний                         | Недригайлівська районна рада, керуючий справами |
| 19                                                      | Постоєнко Ірина Віталіївна        | 03.11.2010            | вища               | позапартійна                          | Недригайлівська селищна рвда, секретар |
| 23                                                      | Гордієнко Олег Якович             | 03.11.2010            | вища               | позапартійний                         | Недригайлівський МНВК, директор |
| 24                                                      | Циганій Віктор Миколайович        | 20.02.2012            | вища               | позапартійний                         | КП «Недригайлівводосервіс», начальник |
| 28                                                      | Гмиря Світлана Георгіївна         | 03.11.2010            | вища               | позапартійна                          | Управління пенсійного фонду, головний спеціаліст |
| Політична партія Всеукраїнське об'єднання «Батьківщина» |                                   |                       |                    |                                       | |
| 13                                                      | Коровинський Олександр Михайлович | 03.11.2010            | середня            | позапартійний                         | тимчасово не працює |
| 16                                                      | Коровинський Юрій Михайлович      | 03.11.2010            | вища               | позапартійний                         | тимчасово не працює |
| Політична партія «За Україну!»                          |                                   |                       |                    |                                       | |
| 26                                                      | Левченко Алла Миколаїівна         | 03.11.2010            | вища               | позапартійна                          | ДПТНЗ вище професійне училище, викладач |
| Політична партія «Наша Україна»                         |                                   |                       |                    |                                       | |
| 2                                                       | Щербак Надія Миколаївна           | 03.11.2010            | вища               | член Політичної партії «Наша Україна» | приватний підприємець |
| Соціалістична партія України                            |                                   |                       |                    |                                       | |
| 8                                                       | Олійник Ольга Петрівна            | 03.11.2010            | вища               | позапартійна                          | Відділ освіти РДА, менеджер |
| 9                                                       | Придуха Микола Іванович           | 03.11.2010            | вища               | член Соціалістичної партії України    | Недригайлівська селищна рада, землевпорядник |
| 11                                                      | Сокрута Іван Миколайович          | 03.11.2010            | середня спеціальна | позапартійний                         | Недригайлівська автостанція, начальник |
| Соціально-екологічна партія «Союз. Чорнобиль. Україна.» |                                   |                       |                    |                                       | |
| 10                                                      | Пулях Олександр Іванович          | 03.11.2010            | середня            | позапартійний                         | Сумське ЛВУМГ, оператор ГРП |
| Самовисування                                           |                                   |                       |                    |                                       | |
| 1                                                       | Дериземля Павло Петрович          | 09.01.2011            | середня спеціальна | член Соціалістичної партії України    | Районна Спілка ветеранів Афганістану, голова |
| 27                                                      | Токаренко Володимир Миколайович   | 03.11.2010            | вища               | позапартійний                         | Недригайлівська селищна рада, заступник селищного голови |